# قائمة وزارات فلسطين
هذه قائمة بالوزارات في دولة فلسطين:

## وزارات حالية
| الوزارة                              | تاريخ التأسيس | ملاحظات |
| ------------------------------------ | ------------- | --- |
| وزارة المالية                        | 1994          | في 1 يوليو 2019 تم تعديل اسمها من "وزارة المالية والتخطيط" لتصبح "وزارة المالية". |
| وزارة الخارجية وشؤون المغتربين       | 1994          | في 24 مايو 2017 تم تعديل اسمها من "وزارة الشؤون الخارجية" لتصبح "وزارة الخارجية وشؤون المغتربين". |
| وزارة الداخلية                       | 1994          | |
| وزارة الصحة                          | 1994          | |
| وزارة العدل                          | 1994          | |
| وزارة الحكم المحلي                   | 1994          | |
| وزارة الأشغال العامة والإسكان        | 1994          | تأسست كل من "وزارة الأشغال العامة"، و"وزارة الإسكان" عام 1994 على حدى، وفي تاريخ 5 يونيو 2002 دمجتا بوزارة واحدة لتصبح "وزارة الاشغال العامة والإسكان". |
| وزارة الثقافة                        | 1994          | تأسست عام 1994 باسم "وزارة الثقافة والإعلام"، وخلال الحكومة الفلسطينية السادسة عام 2003 تم فصل الوزارة إلى وزارتين على حدى؛ "وزارة الثقافة" و"وزارة الإعلام". |
| وزارة الزراعة                        | 1994          | |
| وزارة الأوقاف والشؤون الدينية        | 1994          | |
| وزارة النقل والمواصلات               | 1994          | |
| وزارة التنمية الاجتماعية             | 1994          | تأسست عام 1994 تحت اسم "وزارة الشؤون المدنية"، وفي عام 2016 تم تحويل مسمى الوزارة من "وزارة الشؤون الاجتماعية" إلى "وزارة التنمية الاجتماعية". |
| وزارة السياحة والآثار                | 1994          | |
| وزارة شؤون القدس                     | 2008          | |
| وزارة شؤون المرأة                    | 2003          | |
| وزارة التربية والتعليم               | 1994          | تشكلت عام 1994 بمسمى "وزارة التربية والتعليم العالي"، وفي عام 1996 أُنشئت وزارة التعليم العالي وبذلك تحول اسم "وزارة التربية والتعليم العالي" ليصبح "وزارة التربية والتعليم"، وفي عام 2002 أعيد دمج الوزارتين بوزارة واحدة حملت اسم "وزارة التربية والتعليم العالي"، وفي عام 2012 أُعيد الفصل، وفي عام 2013 أعيد الدمج، وفي عام 2019 أُعيد فصل وزارة التربية والتعليم عن وزارة التعليم العالي والبحث العلمي في الحكومة الفلسطينية الثامنة عشرة. |
| وزارة التعليم العالي والبحث العلمي   | 1996          | أُنشئت عام 1996، وفي عام 2002 دمجت "وزارة التعليم العالي" مع "وزارة التربية والتعليم" بمسمى "وزارة التربية والتعليم العالي"، وفي عام 2012 أُعيد الفصل، وفي عام 2013 أعيد دمج الوزارتين مجددًا، وفي عام 2019 أُعيد فصل وزارة التعليم العالي والبحث العلمي عن وزارة التربية والتعليم في الحكومة الفلسطينية الثامنة عشرة. |
| وزارة الاتصالات وتكنولوجيا المعلومات | 1994          | |
| وزارة الاقتصاد الوطني                | 1994          | أُنشئت عام 1994 باسم "وزارة الاقتصاد الوطني والتجارة". |
| وزارة الإعلام                        | 1994          | تأسست عام 1994 باسم "وزارة الثقافة والإعلام"، وخلال الحكومة الفلسطينية السادسة عام 2003 تم فصل الوزارة إلى وزارتين وهما؛ "وزارة الثقافة" و"وزارة الإعلام". |
| وزارة التخطيط والتعاون الدولي        | 1994          | |
| وزارة الصناعة                        | 1996          | |

## وزارات سابقة
| الوزارة                           | تاريخ التأسيس | ملاحظات |
| --------------------------------- | ------------- | --- |
| وزارة شؤون الأسرى والمحررين       | 1998          | تحولت إلى هيئة في عام 2002، وفي نهاية عام 2002 أعيدت كوزارة، وفي عام 2014 أعيد تحويلها إلى هيئة. |
| وزارة الشؤون المدنية              | 1994          | ألغيت في الحكومة الخامسة عام 2002 وتحولت إلى هيئة حكومية. |
| وزارة التموين                     | 1998          | ألغيت وضمت إلى وزارة الاقتصاد الوطني في الحكومة السادسة عام 2003. |
| وزارة الشباب والرياضة             | 1996          | ألغيت في الحكومة الفلسطينية الثالثة عام 1998، وأعيدت مرة أخرى في الحكومة الرابعة عام 2002، ثم ألغيت مرة ثانية في الحكومتين الخامسة والسادسة، وأعيدت في الحكومة السابعة عام 2003، ثم ألغيت مجددًا خلال الحكومة العاشرة عام 2006، وأعيدت خلال الحكومة الحادية عشر (حكومة الوحدة الفلسطينية) عام 2007، ثم تحولت إلى هيئة. |
| وزارة شؤون البيئة                 | 1998          | في عام 2002 صدر مرسوم رئاسي بتحويل "وزارة شؤون البيئة" إلى "سلطة جودة البيئة"، وقد منحت نفس المهام والصلاحيات. |
| وزارة دولة لشؤون المنظمات الأهلية | 1998          | ألغيت في الحكومة الرابعة عام 2002 وتحولت إلى هيئة. |
| وزارة الموارد الطبيعية            | 2002          | تشكلت في الحكومة الفلسطينية الرابعة، وضمت في الحكومة الخامسة إلى وزارة الطاقة تحت اسم "وزارة الطاقة والموارد الطبيعية". |
| وزارة دولة للشؤون البرلمانية      | 1998          | ألغيت في الحكومة الرابعة عام 2002 وتحولت إلى هيئة. |
| وزارة دولة للشؤون الأمنية         | 1998          | أنشئت في الحكومة السادسة عام 2003. |
| وزارة بيت لحم 2000                | 1998          | أدمجت مع وزارة السياحة والآثار في الحكومة الرابعة، وألغيت في الحكومة الخامسة عام 2002. |
| وزارة شؤون المفاوضات              | 1998          | أنشئت في الحكومة السادسة عام 2003. |
| وزارة الطاقة والموارد الطبيعية    | 2002          | أنشئت في الحكومة الخامسة عام 2002، وضمت معها وزارة الموارد الطبيعية. |
| وزارة دولة للريادة والتمكين       | 2019          | استحدثت في الحكومة الفلسطينية الثامنة عشرة في أبريل 2019، وأُلغيت بحلول الحكومة الفلسطينية التاسعة عشرة في مارس 2024. |

## وصلات خارجية
- الموقع الرسمي للحكومة الفلسطينية نسخة محفوظة 11 نوفمبر 2014 على موقع واي باك مشين.